# Okresní soud v Hradci Králové
Okresní soud v Hradci Králové je okresní soud se sídlem v Hradci Králové, jehož odvolacím soudem je Krajský soud v Hradci Králové. Rozhoduje jako soud prvního stupně v trestních a civilních věcech, ledaže jde o specializovanou agendu (nejzávažnější trestné činy, insolvenční řízení, spory ve věcech obchodních korporací, hospodářské soutěže, duševního vlastnictví apod.), která je svěřena krajskému soudu.

## Budova
Soud se nachází na ulici Ignáta Herrmanna v historické budově bývalých jezdeckých kasáren, nazývaných Orlická podle původního toku řeky Orlice. Jde o čtyřkřídlou budovu s valbovou střechou a jedním příčným křídlem, které vytváří dva vnitřní dvory. Postavena byla v klasicistním slohu v letech 1786–1787 jako jeden z příkladů osvícenského vojenského racionalismu. Přízemí s valenými klenbami sloužilo k ustájení koní, připomínkou toho je několik zachovaných kamenných napajedel v půlkruhových výklencích. Členitá fasáda má profilované římsy, sokl a také dva vjezdy do budovy jsou obloženy kamennými bloky. Kromě jezdectva zde byli umístěni i dělostřelci, ale po druhé světové válce už byla využívána k nevojenským účelům. Budova je od roku 1958 chráněna jako nemovitá kulturní památka. Spolu se soudem zde sídlí okresní státní zastupitelství a také Probační a mediační služba.

## Soudní obvod
Obvod Okresního soudu v Hradci Králové se zcela neshoduje s okresem Hradec Králové, patří do něj území jen těchto obcí:
Babice •
Barchov •
Běleč nad Orlicí •
Benátky •
Blešno •
Boharyně •
Černilov •
Černožice •
Čistěves •
Divec •
Dobřenice •
Dohalice •
Dolní Přím •
Habřina •
Hlušice •
Hněvčeves •
Holohlavy •
Hořiněves •
Hradec Králové •
Hrádek •
Humburky •
Hvozdnice •
Chlumec nad Cidlinou •
Chudeřice •
Jeníkovice •
Káranice •
Klamoš •
Kobylice •
Kosice •
Kosičky •
Králíky •
Kratonohy •
Kunčice •
Lejšovka •
Lhota pod Libčany •
Libčany •
Libníkovice •
Librantice •
Libřice •
Lišice •
Lodín •
Lochenice •
Lovčice •
Lužany •
Lužec nad Cidlinou •
Máslojedy •
Měník •
Mlékosrby •
Mokrovousy •
Myštěves •
Mžany •
Neděliště •
Nechanice •
Nepolisy •
Nové Město •
Nový Bydžov •
Obědovice •
Ohnišťany •
Olešnice •
Osice •
Osičky •
Petrovice •
Písek •
Prasek •
Praskačka •
Předměřice nad Labem •
Převýšov •
Pšánky •
Puchlovice •
Račice nad Trotinou •
Radíkovice •
Radostov •
Roudnice •
Sadová •
Sendražice •
Skalice •
Skřivany •
Sloupno •
Smidary •
Smiřice •
Smržov •
Sovětice •
Stará Voda •
Starý Bydžov •
Stěžery •
Stračov •
Střezetice •
Světí •
Syrovátka •
Šaplava •
Těchlovice •
Třebechovice pod Orebem •
Třesovice •
Urbanice •
Vinary •
Vrchovnice •
Všestary •
Výrava •
Vysoká nad Labem •
Zachrašťany •
Zdechovice